# 국도 제5호선 (일본)
일본 5번 국도(일본어: 国道5号→국도 5호)는 일본 홋카이도 하코다테시부터 삿포로시 주오구를 잇는 총 연장 301.2 km, 현도 282.8 km의 일본의 일반 국도이다.

## 주요 경유지
- 홋카이도
  - 오시마 종합 진흥국 관내
    - 하코다테시 - 가메다 군 나나에정 - 가야베 군 모리정 - 후타미 군 야쿠모정 - 야마코시 군 오샤만베정

  - 시리베시 종합 진흥국 관내
    - 슷쓰 군 구로마쓰나이정 - 이소야 군 란코시정 - 아부타 군 니세코정 - 아부타 군 굿찬정 - 이와나이 군 교와정 - 요이치 군 니키정 - 요이치 군 요이치정 - 오타루시

  - 이시카리 진흥국 관내
    - 삿포로시 데이네구 - 삿포로 시 니시구 - 삿포로 시 기타구 - 삿포로 시 히가시구 - 삿포로 시 주오구